# Luis Guillermo Solís
Luis Guillermo Solís Rivera (San José, 25 april 1958) is een Costa Ricaanse politicus. Tussen 2014 en 2018 was hij president van Costa Rica. Hij is een lid van de centraal-linkse Partido Acción Ciudadana (PAC).

## Vroege leven, onderwijs en academische carrière
Solís werd geboren in San José, Costa Rica aan Vivienne Rivera Allen, een opvoedster, en Freddy Solís Avendaño, een ongeschoolde schoenmaker. Zijn beide ouders woonden in Turrialba, en als zodanig beschouwen veel inwoners hem Turrialbaans. Zijn familie heeft Afro-Caribische en Chinese wortels, doordat ze van Jamaica naar Costa Rica kwamen in het begin van de 20e eeuw. Solís groeide op in San Pedro de Montes de Oca en Curridabat, wijken van San José. Hij ging naar de Methodist High School in San José, waar hij voorzitter van de studentenvakbond was, en studeerde geschiedenis aan de Universiteit van Costa Rica, waar hij afstudeerde met academische eer in 1979. Hij behaalde een master in de Latijns-Amerikaanse Studies aan de Tulane University in New Orleans.
Solís heeft diverse academische en raadgevende posities. Tussen 1981 en 1987 was hij universitair hoofddocent aan de Universiteit van Costa Rica. Daarnaast was hij een Fulbrightgeleerde aan de University van Michigan 1983-1985. Gedurende deze tijd heeft Solís samengewerkt met de Arias administratie en werd uiteindelijk directeur van het Centrum voor Vrede en Verzoening (CPR). Van 1992 tot 1995 werkte Solís met de Academische Raad betreffende het stelsel van de Verenigde Naties (ACUNS). Vanaf 1999 werkte Solís voor Florida International University als coördinator in het Centrum voor Rechtspleging en als onderzoeker voor het Latijns-Amerikaanse en Caribische Center, waar hij de politieke en sociale gebeurtenissen in Latijns-Amerika analyseerde.
Als schrijver en redactionele schrijver heeft Solís talrijke essays en boeken over nationale en internationale zaken gepubliceerd. In de jaren 1990 schreef hij voor La República, een dagblad gevestigd in San José. Zijn schrijven is gepubliceerd door Buitenlandse Zaken Latinoamérica, Frontera Norte, Espacios en Global Governance. Zijn schrijven is gericht op het maatschappelijk middenveld, de internationale betrekkingen en handel.

## Politiek
Solís werd in 1977 politiek actief bij de Partido Liberación Nacional (PLN). In 2009 sloot hij zich aan bij de Partido Acción Ciudadana (PAC). Voor deze partij deed hij in 2014 mee aan de presidentsverkiezingen, waar hij in de eerste ronde nipt de meeste stemmen wist te bemachtigen. Zijn concurrent Johnny Araya Monge (PLN) stopte na de eerste ronde met actief campagne te voeren en Solís werd in de tweede ronde ruim verkozen tot president. Hij werd ingehuldigd op 8 mei 2014, als opvolger van Laura Chinchilla. Solís was de eerste president namens de PAC.
Omdat de president van Costa Rica niet direct mag worden herkozen, nam Solís niet deel aan de verkiezingen in 2018. Hij werd dat jaar opgevolgd door zijn partijgenoot Carlos Alvarado Quesada.